# CR大海物語スペシャル
『CR大海物語スペシャル』（シーアールおおうみものがたりスペシャル、英: Great Sea Story Special）は、2008年7月14日に三洋物産から発売されたデジパチタイプのパチンコ。

## 機種一覧
| 名称                                                | 発売          |
| --------------------------------------------------- | ------------- |
| CR大海物語スペシャル MTE                            | 2008年7月14日 |
| CR大海物語スペシャル MFG                            | 2008年9月29日 |
| CRA大海物語スペシャル With アグネス・ラム           | 2008年11月4日 |
| CR大海物語スペシャル MTE15                          | 2016年12月5日 |
| CRA大海物語スペシャル With アグネス・ラム SAP13     | 2017年10月2日 |
| ちょいパチ大海物語スペシャル With アグネス・ラム 39 | 2017年10月2日 |

## 概要
『CR大海物語』の後継機。大海物語シリーズの2作目。一発予告のパールフラッシュや、海物語シリーズでは数年ぶりとなる保留先読み予告を搭載している。2008年7月より発売された「形式名：CR大海物語スペシャル MTE」と、2008年9月より発売された「形式名：CR大海物語スペシャル MFG」の2種類がある。MTEには2ラウンド確変が搭載されているのに対し、MFGは初代『CR大海物語 M56』とほぼ同じスペック（高確率時の確率が甘い点を除き同一）となっており2ラウンド確変が搭載されていない。2010年4月時点で、ミドルタイプ（MTE）と遊パチタイプともホール設置率は本作以後にリリースされた『CRスーパー海物語 IN 地中海』や『CRスーパー海物語 IN 沖縄2』を上回りトップ10入りしているほどの人気機種であった。
また、『CR大海物語』にはなかった遊パチタイプも2008年10月に登場した。遊パチタイプは海物語シリーズで初めてのタイアップ機として、アグネス・ラムとタイアップし『CRA大海物語スペシャル With アグネス・ラム』（形式名：CRA大海物語スペシャル SAP）として発売された。過去の遊パチタイプ海物語シリーズと同様に全ての大当たりに5回転のSTがつく機種である。奇数図柄で大当たりしても連チャンする保証はないが、奇数図柄は基本6ラウンド、偶数図柄は基本4ラウンドというように図柄によって大当たりラウンド数が変化するスペックが初めて導入された。『CRスーパー海物語 IN 沖縄』の遊パチタイプから導入されている15ラウンド大当たりは、全ての図柄で当選の可能性がある。なお、ミドルタイプ（MTE）の15ラウンド大当たりよりも標準出玉がわずかではあるが多い。
2016年12月5日に復刻版となる『CR大海物語スペシャル MTE15』が発売された。演出はオリジナル版を踏襲しているが、液晶のキャラクターや背景は一新されている。2017年10月2日には、同じく復刻版となる『CRA大海物語スペシャル With アグネス・ラム SAP13』が発売された。ブラックアウト演出など、オリジナル版には存在せず後継機で搭載された演出が追加されている。また、オリジナル版では存在せず後継機で搭載された楽曲も追加されている。同日にちょいパチスペックの『ちょいパチ大海物語スペシャル With アグネス・ラム 39』が発売された。演出等は『CRA大海物語スペシャル With アグネス・ラム SAP13』を踏襲している。大海物語シリーズ初のちょいパチとなっている。

## 図柄
奇数図柄がSUPER LUCKY、偶数図柄がLUCKYと表示される。ミドルタイプでは、奇数図柄が確変大当たり、偶数図柄が通常大当たり（確変昇格の場合あり）となっている。遊パチタイプでは奇数図柄の方がラウンド数と時短回数が多い。
- 1. タコ
- 2. ハリセンボン
- 3. カメ
- 4. サメ
- 5. エビ
- 6. アンコウ
- 7. シュゴン
- 8. エンゼルフィッシュ
- 9. カニ
- 裏4. サメ

### 大当たり表示とラウンド数
| 型式  | SUPER LUCKY | LUCKY   |
| ----- | ----------- | ------- |
| MTE   | 15R確変     | 15R通常 |
| MFG   | 15R確変     | 15R通常 |
| SAP   | 15R 6R      | 4R      |
| MTE15 | 16R確変     | 16R通常 |
| SAP13 | 15R 7R      | 5R      |
| 39    | 15R 7R      | 4R      |

## ステージ解説
ラグーンステージ
シンプルなステージ。
アトランティスステージ
ボタンを使用した演出が楽しめるステージ。
トレジャーステージ
ステップアップ予告が搭載されたステージ。ただし一般的なステップアップ予告とは異なり、リーチ後に発生する。

## 予告演出
予告なし
リーチ成立直後に演出が起こらないこと。ノーマルリーチ発展濃厚となる。
泡予告
リーチ成立直後に画面下部から泡が発生する演出。スーパーリーチに発展する可能性がある。
大泡予告
ラグーンステージ専用演出。
リーチ成立直後に画面下部から通常よりも大きな泡が発生する演出。ノーマルリーチ発展濃厚となり、大当たりまたは半コマズレのハズレとなる（半コマズレ停止でも再始動する場合がある）。スーパーリーチに発展した場合は、法則崩れにより大当たり濃厚となる。
魚群予告
リーチ成立直後に画面右側から魚群が通過する演出。期待度が高い演出であり、スーパーリーチ発展濃厚となる。ノーマルリーチに発展した場合は、法則崩れにより大当たり濃厚となる。ミドルタイプの確変中に発生して大当たりした場合は確変大当たり濃厚となる。
イルカ予告
アトランティスステージ専用演出。
リーチ成立直後にイルカが画面に出現する演出。スーパーリーチに発展する可能性がある。イルカの代わりにシャチが通過した場合はスーパーリーチ発展濃厚となる。クジラが通過した場合は大当たり濃厚となる。イルカが画面に現れた際にボタンを押すと、イルカが助走なしで画面から消える場合がある。その際は大泡予告相当であり、ノーマルリーチ発展濃厚となり大当たりまたは半コマズレのハズレとなる（半コマズレ停止でも再始動する場合もある）。
ステップアップ予告
トレジャーステージ専用演出。
リーチ成立時に4段階のステップが発生する演出。
ステップ1はリーチ成立時に泡音が鳴る。滑り予告場合、滑ると同時に泡音が発生する。泡音が発生せずにリーチが掛かった場合は大泡予告相当となり、ノーマルリーチ発展濃厚となり大当たりまたは半コマズレのハズレとなる（半コマズレ停止でも再始動する場合もある）。
ステップ2はリーチ成立直後に泡が発生する。泡が発生しなかった場合はノーマルリーチ濃厚となる。
ステップ3はステップ2の泡演出の直後にクラゲが発生する。ステップ3が発生した時点でスーパーリーチ発展濃厚となる。
ステップ4はスーパーリーチ発展時に魚群が発生する。魚群が発生すれば期待度が高くなる。魚群が発生しなければ期待度が低い。
滑り予告
本作から搭載された新規演出。
下段図柄が効果音とともに半コマ進みあるいは半コマ戻ってリーチがかかる演出。
連続滑り予告
本作から搭載された新規演出。
保留内で2回転続いて滑り予告が発生する演出。2回目の滑り予告が発生した時点でその変動での大当たりが濃厚となる。
この予告が発生すると当然、時短に突入することがないので実戦上では影響を及ぼさないが、4ラウンド大当たりの終了時だと時短回数がわからなくなってしまう（大当たりの分布をデータとして収集している場合には不都合が生じるもののセグ表示で判別は可能）。

### 予告演出の不具合
初代『CR大海物語』では無かった大泡予告（『CRスーパー海物語 IN 沖縄』のマリンモードで初登場）が、ラグーンステージとトレジャーステージ（泡音無しでのリーチ）で搭載されており、原則としてノーマルリーチでの大当たり図柄前後の半コマ停止以外は大当たり濃厚となるが、右ラインの2シングルリーチのみ例外となっていて、全く関係ない場所で停止しても再始動しないことがある。プログラム設計上のバグとされる。

## 保留先読み予告
保留先読み予告の規制緩和にともない、変動が開始していない保留の内容を示唆することや変動時間の変更を伴わない演出の書き換えが可能になり海物語シリーズでも『CR大海物語スペシャル』以降でそのシステムが導入された。
泡前兆予告
チャンス目（同一図柄が非テンパイ形で液晶画面内に3つ停止）が停止する演出。連続するほど期待度が高くなる。3回連続で発生するとリーチ成立濃厚となる。
先読み予告なので保留がない状態では発生しないが、保留がない状態で入賞しても、その変動が終わる前に入賞し保留が溜まった場合は演出が書き換えられて発生することがある。

## チャンスボタン演出
ブレーキアクション
本作から搭載された新規演出。
リーチ後から図柄停止までの間にボタンを押すと、変動中の中段図柄が反応しブレーキアクションをする演出。中段図柄の目が大きくなると期待度がやや高くなる。炎目になると期待度がさらに高くなり、ハート目になると奇数図柄での大当たり濃厚となる。
奇数昇格演出
偶数図柄が揃って昇格スクロールが発生する直前にボタンを押すと3代目ミスマリンちゃん（遊パチタイプではアグネス・ラム）がカットインされる演出。

## リーチ演出
ノーマルリーチ
特に何も起こらないリーチ演出。期待度は低い。シングルリーチ及びダブルリーチのどちらからも発展する。通常時に半コマズレ停止をすると再始動が発生する可能性が高くなっている。ST中は期待度が高くなっており、大当たりまたは半コマズレのハズレとなる（半コマズレ停止でも再始動する場合がある）。
珊瑚礁リーチ
ラグーンステージ専用演出。
シングルリーチから発展し、画面下部から珊瑚礁が出現する演出。珊瑚礁の高さが通常よりも高い場合は期待度が高くなる。
女神像リーチ
アトランティスステージ専用演出。
シングルリーチから発展し、画面下部から女神像が出現する演出。女神像の高さが通常よりも高い場合は期待度が高くなる。
宝の山リーチ
トレジャーステージ専用演出。
シングルリーチから発展し、画面下部から宝の山が出現する演出。宝の山の高さが通常よりも高い場合は期待度が高くなる。
黒潮リーチ
シングルリーチから発展し、画面に黒潮が流れる演出。黒潮の流れが通常より速い場合は期待度が高くなる。
マリンちゃんリーチ
ダブルリーチから発展し、画面上部からマリンが登場する演出。ステージによってマリンの水着が異なる。期待度は予告により変化する。マリンの手の動きが通常より速いと期待度が高くなる。
押しボタン演出
アトランティスステージ専用演出。
スーパーリーチに発展した際に画面にボタンアイコンが出現し、ボタンプッシュを促される演出。押すと泡または魚群が出現する。

## プレミアム演出
泡系プレミアム
泡予告に関するプレミアム演出。数種類存在する。
超泡
泡が途切れずに図柄が揃うまで出現し続ける演出。
ネッシィ泡
ネッシィ（保留がない状態でステージチェンジをすると登場するキャラクター）が入った泡が出現する演出。
クジラッキー泡
復刻版に搭載。
クジラッキーが入った泡が出現する演出。
レインボー泡
復刻版に搭載。
レインボー色の泡が出現する演出。
V字泡
復刻版に搭載。
Vの字をかたどった泡が出現する演出。
クジラブリー泡
復刻版に搭載。
クジラッキーが入った泡とクジラブリーが出現する演出。
ミスマリン泡
復刻版に搭載。
3代目ミスマリンちゃんが入った泡が出現する演出。
メガ泡
復刻版に搭載。
大泡よりさらに大きい泡が出現する演出。
魚群系プレミアム
魚群予告に関するプレミアム演出。数種類存在する。
赤魚群
赤魚群（実際には赤色と紫色が混ざったような魚群）が出現する演出。後述のサム系プレミアムに発展する。
超魚群
魚群が途切れずに図柄が揃うまで出現し続ける演出。
メガ魚群
巨大な魚の群れが出現する演出。
サム系プレミアム
各スーパーリーチ中にサムが出現すれば奇数図柄での大当たりが濃厚となる。遊パチタイプでは15ラウンド大当たり濃厚となる。
マッスル珊瑚礁リーチ
ラグーンステージ専用演出。
シングルリーチから発展する。珊瑚礁リーチが発生した際に、サムが画面下部から珊瑚礁を持ち上げて登場する。
マッスル女神像リーチ
アトランティスステージ専用演出。
シングルリーチから発展する。女神像リーチが発生した際に、サムが画面下部から女神像を持ち上げて登場する。
ガイコツ船長リーチ
トレジャーステージ専用演出。
シングルリーチから発展する。宝の山リーチが発生した際に、宝の山が回転しガイコツ船長が登場する。サムは登場しないが、便宜上サム系に分類される。
ダイビングリーチ
シングルリーチから発展する。黒潮リーチが発生した際に、画面右側からサムが泳いで登場する。
ポージングリーチ
ラグーンステージ及びアトランティスステージ専用演出。
ダブルリーチから発展し、マリンの代わりにサムが画面上部から登場する。
プレミアムシャッターチャンスリーチ
トレジャーステージ専用演出。
ダブルリーチから発展し、マリンの代わりにサムが水中カメラを持って画面上部から登場する。
枠外プレミアム
図柄が枠外で揃った場合、効果音の後に図柄が枠内に移動し大当たりとなる演出。必ず発生する訳ではない。
枠上プレミアム
中段図柄と下段図柄が同じ図柄で停止した際、全図柄が上方向に移動して図柄が揃った状態で戻る演出。
枠下プレミアム
中段図柄と上段図柄が同じ図柄で停止した際、全図柄が下方向に移動して図柄が揃った状態で戻る演出。
ボイスプレミアム
変動開始時などにマリン、ワリン、サム、3代目ミスマリンちゃんのいずれかのボイスが流れる演出。
サウンドプレミアム
変動音が『海物語』のものに変化する演出。
クジラプレミアム
アトランティスステージ専用演出。
リーチ成立時、巨大なクジラが出現する演出。
最長突破当たり
ロングリーチから発展する。機種によって発展する演出が異なる。
ミドルタイプでは、ノーマルリーチ経由の場合はマリンが登場した後にパールフラッシュが発生し2ラウンド確変大当たりとなる。スーパーリーチ経由の場合はパールフラッシュが発生し2ラウンド確変大当たりとなる。その後は確変（復刻版では大海チャンス）に突入する。
遊パチタイプでは、パールフラッシュが発生し奇数図柄での大当たりとなる。
ボタンアイコン変化プレミアム
アトランティスステージ専用演出。
通常はボタン押下を指示するアイコンの手が人差し指一本でボタンを指しているが、その手がグーに変化する演出。
アグネス・ラムカットイン
遊パチタイプに搭載。通常時及びST中専用演出。
リーチ成立直後にアグネス・ラムがカットインされる演出。法則矛盾で偶数大当たりだと15ラウンド濃厚となる。

## 大当たりラウンド演出
エンディングチャンス
ミドルタイプに搭載。
通常大当たり時のエンディング画面で確変が告知される演出。
「いつものラウンド」の場合は、エンディング画面で「もう1回」の文字とともにサムが登場して告知される。
その他の楽曲の場合は、エンディング画面で「もう1回」の文字とともに3代目ミスマリンちゃんのカットインが発生して告知される。
アグネスチャンス
『CRA大海物語スペシャル With アグネス・ラム』に搭載。
大当たり終了後のエンディング画面でチャンスタイム回数（ST＋時短）の替わりにアグネス・ラムのサインが表示される演出。保留内での大当たりが濃厚となる。
保留連チャン示唆演出
復刻版の『CRA大海物語スペシャル With アグネス・ラム』に搭載。
大当たりラウンド中に突如ブラックアウトが発生しボタンプッシュが促される演出。ボタンを押すと図柄が出現し、その図柄が揃う保留のランプが点滅する。キングクジラッキー図柄が出現する場合もある。点滅しているランプの手前で大当たりになることもあり、その場合も点滅している保留でも大当たりに突入する。

## その他演出
再始動
リーチが外れた際に、中段図柄が再び動き出して大当たりになる演出。ダブルリーチで発生した場合は奇数図柄での大当たりとなる。
昇格スクロール
偶数図柄が揃った直後に図柄が高速に動き出して奇数図柄に昇格する演出。
マリンちゃん2段階
マリンちゃんリーチで偶数図柄が揃った直後、マリンが掛け声とともに中段図柄をビンタして再始動が起き、もう片方のリーチ図柄である奇数図柄揃いの大当たりになる演出。
ロングリーチ
ノーマルリーチやスーパーリーチが止まらず長く変動し続ける演出。最長突破当たりに発展する。
法則崩れ
さまざまな予告で発生する。予告なしからスーパーリーチに発展する、魚群予告からノーマルリーチに発展する、大泡予告からスーパーリーチに発展するなどがあり、発生すると大当たり濃厚となる。

## パールフラッシュ
『CR大海物語スペシャル』にて初搭載。盤面上部にあって、チャイム音と共に光る。主に一発告知としての機能を果たすが、大当たりラウンド中の演出にも使われている。
『CRスーパー海物語 IN 沖縄』で初めて搭載された一発告知（ハイビスカスフラッシュ）は沖縄モードの専用演出だったが、大海物語シリーズでは全てのステージで発生する。
一発告知としてのパールフラッシュの発生確率はラグーンステージでは大当たりのうち1/10、アトランティスステージとトレジャーステージでは1/3で、ミドルタイプの高確率時はいずれのステージでも1/2とされている。
アトランティスステージではボタンを押すと同時に発生することが多く、ボタンを押さないと本来なら発生する条件を満たしていても発生しないということがある（逆手に取って意図的に発生しづらくするということも可能）。
- 一発告知としてのパールフラッシュ
  - 変動中に短く光れば大当たり濃厚（MTGでは2ラウンド確変も含む）、長く光れば奇数図柄での大当たり濃厚。
    - 発生するタイミングは変動開始直後から図柄停止の直前まで様々。
    - 短く光っただけでも奇数図柄で大当たりすることもある。
    - 奇数図柄のみのリーチで発生する場合、必ず長く光る。
    - ミドルタイプの高確率時では、確変大当たりが濃厚となる長く光る演出だけが発生する。
- 大当たりラウンド中に発生するパールフラッシュ
  - ミドルタイプではミスマリンちゃん昇格演出とセットになっており、偶数図柄での大当たりラウンド中及び大当たり終了画面で3代目ミスマリンちゃんが表示されると同時に長いパールフラッシュが発生し確変大当たりに昇格する。
  - 遊パチタイプではアグネス・ラム昇格演出とセットになっており、4ラウンド目、もしくは6ラウンド目でアグネス・ラムの実写が表示されると同時に長いパールフラッシュが発生し15ラウンド大当たりに昇格する（15ラウンド大当たりの場合は必ずこの演出が発生する）。

## 大当たり・確変・時短

### CR大海物語スペシャル
確変ループ機となっており、大当たりラウンド終了後は基本的に奇数図柄大当たりだと確変に突入し、偶数図柄大当たりだと100回の時短に突入する。ただし、偶数図柄で当たってもラウンド中にSUPER LUCKYに昇格する場合がある。MTEでは2ラウンド確変大当たりも搭載されており、3・4・1図柄停止で突入する。2ラウンド確変大当たり終了後は確変（復刻版では大海チャンスと呼ばれる）に突入する。3・4・1図柄停止直後にパールフラッシュが発生し15ラウンド確変大当たり（復刻版では大海ボーナスと呼ばれる）に突入する場合もある。また、時短中でも内部確変になっていることもあり、その場合は時短終了前までに図柄のバウンドストップが発生し確変（復刻版では大海チャンスと呼ばれる）に突入する。

### CRA大海物語スペシャル With アグネス・ラム
ST機となっており、大当たりラウンド終了後は必ず5回のSTと時短に突入する。時短の回数は図柄によって異なる。電サポ回数は基本的に奇数図柄が50回で偶数図柄が25回だが、偶数図柄で当たってもLUCKYのまま昇格演出なしで電サポ50回に突入することがある。

## プレミアムラウンド

### CR大海物語スペシャル
- 1回目：いつものラウンド
- 15ラウンド大当たり5連荘達成：3代目ミスマリンちゃんの水着写真及びプロフィールが見られる。BGMに変化はなし。
- 15ラウンド大当たり10連荘達成：マリン（葉月ゆら）が歌う「『だいすき』って気持ち」（プロフィール画面がピンク色に変化）
- 15ラウンド大当たり15連荘達成：「「海物語のテーマ」ギターロックリミックス」（プロフィール画面が緑色に変化）
- 15ラウンド大当たり20連荘達成：「「海物語のテーマ」トランスリミックス」（プロフィール画面が金色に変化）
- 15ラウンド大当たり25連荘達成で最初にループする。

### CRA大海物語スペシャル With アグネス・ラム
- 1回目：いつものラウンド
- 5連荘達成：アグネス・ラムの水着写真及びプロフィールが見られる。BGMがマリン（葉月ゆら）が歌う「『だいすき』って気持ち 〜ハワイアンバージョン〜」に変化。BGMは4ラウンド・6ラウンド大当たりの場合は、意図的にラウンド消化に時間をかけたとしても1番がループ再生されるだけでフルコーラスを聴くことはできず15ラウンド大当たりの場合のみフルコーラスのループ再生になる。（この場合でも演出の都合上、1回目のループでは1番が2回再生される。）
- 10連荘達成：上記とは別のアグネス・ラムの水着写真が見られる。BGMは同様。

### CR大海物語スペシャル（復刻版）
- 1回目：いつものラウンド
- 3連荘達成：3代目ミスマリンちゃんの水着写真及びプロフィールが見られる。BGMに変化はなし。
- 4連荘達成：マリンが歌う「『だいすき』って気持ち」（3代目ミスマリンちゃんの映像が変化）
- 6連荘達成：「海物語のテーマ 〜ギターロックリミックス〜」（3代目ミスマリンちゃんの映像が変化）
- 8連荘達成：「海物語のテーマ 〜トランスリミックス〜」（3代目ミスマリンちゃんの映像が変化）

### CRA大海物語スペシャル With アグネス・ラム（復刻版）
- 1回目：いつものラウンド
- 2連荘達成：マリンが歌う「海物語 〜Go!Go! SEA STORY〜」
- 3連荘達成：マリンが歌う「夏色 〜Touch My Heart〜」
- 5連荘達成：マリンが歌う「『だいすき』って気持ち 〜ハワイアンバージョン〜」
- 10連荘達成：マリンが歌う「『だいすき』って気持ち 〜ハワイアンバージョン〜」（アグネス・ラムの映像が変化）
- 15ラウンド大当たり突入：マリンが歌う「きっと。。。魚群」

## スペック

### CR大海物語スペシャル
| 型式                         | 型式                         | MTE                                  | MFG                        | SAP（With アグネス・ラム）                                                                             |
| ---------------------------- | ---------------------------- | ------------------------------------ | -------------------------- | --- |
| 特賞種別                     | 特賞種別                     | デジパチ                             | デジパチ                   | デジパチ                                                                                               |
| 大当たり確率                 | 通常時                       | 1/349.67                             | 1/369.5                    | 1/99.5                                                                                                 |
| 大当たり確率                 | 高確率時                     | 1/34.97                              | 1/36.95                    | 1/9.95                                                                                                 |
| タイプ                       | タイプ                       | ミドル                               | ミドル                     | 遊パチ                                                                                                 |
| 賞球数                       | 賞球数                       | 3 & 4 & 10 & 14                      | 3 & 4 & 10 & 14            | 3 & 4 & 10 & 13                                                                                        |
| ラウンド・カウント数         | ラウンド・カウント数         | 15R・8C                              | 15R・9C                    | 15R or 6R or 4R・9C                                                                                    |
| 大当たりシステム             | 大当たりシステム             | 確変ループ                           | 確変ループ                 | ST |
| 確変突入率                   | 確変突入率                   | 65/100（65%）                        | 60/100（60%）              | 100/100（100%、ST5回）                                                                                 |
| 大当たりの内訳（始動口共通） | 大当たりの内訳（始動口共通） | 15R確変：57% 2R確変：8% 15R通常：35% | 15R確変：60% 15R通常：40%  | 15R（ST5回+時短95回）：4% 6R（ST5回+時短45回）：60% 4R（ST5回+時短45回）：7% 4R（ST5回+時短20回）：29% |
| 大当たり出玉                 | 大当たり出玉                 | 1440個                               | 1440個                     | 15R：1620個 6R：640個 4R：430個                                                                        |
| リミット                     | リミット                     | なし                                 | なし                       | なし                                                                                                   |
| 電サポ                       | 確変                         | 確変大当たり終了後次回まで           | 確変大当たり終了後次回まで | 大当たり終了後ST5回                                                                                    |
| 電サポ                       | 時短                         | 通常大当たり終了後100回              | 通常大当たり終了後100回    | ST終了後95回・45回・20回                                                                               |
| 保留の数                     | 保留の数                     | 4個                                  | 4個                        | 4個 |
| 保留の優先消化               | 保留の優先消化               | なし（入賞順に消化）                 | なし（入賞順に消化）       | なし（入賞順に消化）                                                                                   |

### CR大海物語スペシャル（復刻版）
| 型式                 | 型式                 | MTE15                                | SAP13（With アグネス・ラム）                                                                           | 39                                                                               |
| -------------------- | -------------------- | ------------------------------------ | --- | -------------------------------------------------------------------------------- |
| 特賞種別             | 特賞種別             | デジパチ                             | デジパチ                                                                                               | デジパチ                                                                         |
| 大当たり確率         | 通常時               | 1/319.6                              | 1/99.9                                                                                                 | 1/39.9                                                                           |
| 大当たり確率         | 高確率時             | 1/36.9                               | 1/9.9                                                                                                  | 1/16.8                                                                           |
| タイプ               | タイプ               | ミドル                               | 遊パチ                                                                                                 | ちょいパチ                                                                       |
| 賞球数               | 賞球数               | 4 & 2 & 13 & 4                       | 4 & 2 & 4 & 13                                                                                         | 5 & 2 & 6 & 3                                                                    |
| ラウンド・カウント数 | ラウンド・カウント数 | 16R・8C                              | 15R or 7R or 5R・7C                                                                                    | 16R or 7R or 4R・7C                                                              |
| 大当たりシステム     | 大当たりシステム     | 確変ループ                           | ST | ST                                                                               |
| 確変突入率           | 確変突入率           | 57/100（57%）                        | 100/100（100%、ST5回）                                                                                 | 100/100（100%、ST10回）                                                          |
| 大当たりの内訳       | 通常時               | 16R確変：48% 2R確変：9% 16R通常：43% | 15R（ST5回+時短95回）：4% 7R（ST5回+時短45回）：56% 5R（ST5回+時短45回）：6% 5R（ST5回+時短20回）：34% | 15R（ST10回+時短23回）：4% 7R（ST10回）：48% 4R（ST10回）：48%                   |
| 大当たりの内訳       | 電サポ時             | 16R確変：48% 2R確変：9% 16R通常：43% | 15R（ST5回+時短95回）：4% 7R（ST5回+時短45回）：56% 5R（ST5回+時短45回）：6% 5R（ST5回+時短20回）：34% | 15R（ST10回+時短23回）：4% 7R（ST10回+時短23回）：48% 4R（ST10回+時短23回）：48% |
| 大当たり出玉         | 大当たり出玉         | 1664個                               | 15R：1365個 7R：637個 5R：455個                                                                        | 15R：630個 7R：294個 4R：168個                                                   |
| リミット             | リミット             | なし                                 | なし                                                                                                   | なし                                                                             |
| 電サポ               | 確変                 | 確変大当たり終了後次回まで           | 大当たり終了後ST5回                                                                                    | 大当たり終了後ST10回                                                             |
| 電サポ               | 時短                 | 通常大当たり終了後100回              | ST終了後90回・45回・20回                                                                               | 15R大当たりでのST終了後23回 電サポ時大当たりでのST終了後23回                     |
| 保留の数             | 保留の数             | 上始動口2個+下始動口2個              | 上始動口2個+下始動口2個                                                                                | 上始動口2個+下始動口2個                                                          |
| 保留の優先消化       | 保留の優先消化       | なし（入賞順に消化）                 | なし（入賞順に消化）                                                                                   | なし（入賞順に消化）                                                             |